# Relations entre le Kosovo et Taïwan
Les relations entre le Kosovo et Taïwan désignent les relations internationales s'exerçant entre, d'une part, la république du Kosovo, et de l'autre, la république de Chine.
En l'absence de relations diplomatiques officielles entre les deux États, ainsi que de l'établissement de bureaux de représentation entre eux, Taïwan est représenté auprès du Kosovo par l'intermédiaire du bureau de représentation de Taipei en Hongrie.

## Relations diplomatiques
Alors que l'indépendance du Kosovo est prononcée le 17 février 2008, le gouvernement de la république de Chine la reconnaît avec effet immédiat trois jours plus tard, par l'intermédiaire de la déclaration de son ministre des Affaires étrangères James Huang. Bien qu'aucun lien diplomatique officiel ne soit émis de la part des autorités kosovares, cette reconnaissance est plutôt considérée comme liée aux relations transdétroit entre les gouvernements de Pékin et de Taipei,,,.
Un groupe interparlementaire d'amitié est constitué en 2021, entre les groupes parlementaires de l'Assemblée du Kosovo et du Yuan législatif, afin de développer des échanges non-diplomatiques entre les deux pays.